# 加藤清隆
加藤 清隆（かとう きよたか、1952年〈昭和27年〉5月18日 - ）は、日本の政治評論家。

## 来歴
長崎市生まれ。長崎県立長崎北高等学校、早稲田大学政治経済学部卒業後、1977年時事通信社入社、政治部に配属。福田赳夫、大平正芳の両総理番、森喜朗、加藤紘一両官房副長官番、新自由クラブを担当。1980年、山口支局で主に県政担当。1985年、政治部再異動。山崎拓官房副長官番、後藤田正晴官房長官番、橋本龍太郎幹事長番、自民党竹下派担当。外務省キャップを担当。1994年、ワシントンD.C.特派員として主にホワイトハウス、国防総省を担当。1997年帰国後、第2次橋本内閣、小渕内閣の内閣官房キャップ。2000年、政治部次長、2002年、政治部長を歴任。日朝首脳会談に同行し、取材を行う。2004年、整理部長、解説委員を兼任。2006年1月に静岡総局へ異動し総局長となる。2010年7月1日付け人事にて田崎史郎の後任として解説委員長に就任。拓殖大学大学院客員教授。2012年5月末に定年退職し、特別解説委員に就任。記者時代には“北朝鮮の核施設の詳細を世界で最初に報道した”とされる。
2014年9月、特別解説委員を辞任しフリーの政治評論家に転身。理由として、準レギュラーで出演している『たかじんのそこまで言って委員会』の収録で友人である朝日新聞前社長の木村伊量を慰安婦及び吉田調書問題で批判するに当たり、会社からの横ヤリを防ぐために辞めたと述べている。
インターネット放送局「文化人放送局」の番組で司会を務めていたが、2024年5月に全番組を降板した。

## 人物・主張
安倍晋三を中心とする自民党執行部との人脈も太く、取材対象は経済から国際情勢にまで及ぶ。安倍のゴルフ仲間でもあり、加藤は安倍のことを「総理のスコアは90台中間。堅実で、主に一流企業の部長さんのようなゴルフをしている。昭恵さんの方がうまいし、酒ものむ。仕事の話をしたことない」と評している。
米国大統領を務めたドナルド・トランプを強く支持している。門田隆将、有本香、百田尚樹らと並び、2020年大統領選挙ではバイデン陣営の不正を指摘してトランプの勝利を強く訴え続けた日本の代表的な有識者の一人とされる。トランプが大統領に復帰し、日本を51番目の州として統治することを希望している。

## 不祥事
2019年5月26日、自身のTwitterで、「立憲民主党所属の参議院議員・有田芳生がドナルド・トランプを侮辱する横断幕を掲げた」と投稿したが、これは有田本人の行動ではなく、他人の投稿をリツイートしたものだった。有田は、虚偽の投稿により名誉が傷つけられたとして訴訟を提起。2020年2月、東京地裁は名誉毀損を認定し、加藤に22万円の支払いを命じた。

## 出演番組

### 現在
無し

### 過去

#### レギュラー

##### テレビ
- 中京テレビNewsリアルタイム（中京テレビ）- 2009年10月 - 2010年3月、月曜コメンテーター
- news every.（中京テレビ）- 2010年4月 - 2011年3月、月曜コメンテーター
- たかじんのそこまで言って委員会 → そこまで言って委員会NP（読売テレビ） - 2012年7月 - 2018年4月

##### インターネット動画配信
- 報道特注（文化人放送局）
- 日本の病巣を斬る（文化人放送局）
- 怒れるスリーメン（文化人放送局、2024年5月まで）
- 怒っていいとも（文化人放送局、2024年5月まで）
- 文化人ウィークエンドLIVE（文化人放送局、2024年5月まで）

#### ゲスト

##### テレビ
- 真相深入り!虎ノ門ニュース（DHCシアター）

##### ラジオ
- ザ・ボイス そこまで言うか!（ニッポン放送）

## 著書
- 『女性宰相待望論　―時代が登場をうながす―』（自由社、2012年、ISBN 9784915237683）
有村治子、稲田朋美、亀井亜紀子、小池百合子、佐藤ゆかり、高市早苗、丸川珠代、三原じゅん子、山谷えり子との対談録。

## 寄稿
- 「マスコミは日本を亡国に導くな！」『先見経済』2014年1月号(セイワコミュニケーションズ)
- 「安倍内閣への期待と日本人への提言」『先見経済』2015年3月号(セイワコミュニケーションズ)
- 「女性宰相誕生は歴史の必然」『月刊WiLL』2012年6月号(ワック、ASIN B007SWLO80)
- 「わが友、木村伊量社長への「訣別状」」『月刊WiLL』2014年12月号(ワック、ASIN B00OBSQIMQ)
- 「女性リーダーの時代がやってきた (女性都知事誕生!)」『月刊WiLL』2016年10月号(ワック、ASIN B01H2AIYU8)
- 「国籍を何と心得る!　髙山正之・加藤清隆」『月刊WiLL』2016年11月号(ワック、ASIN B01IW56WGA)
- 「米大統領選　鼻つまみ者(もん)と嫌われ者(もん)の戦いだよ　髙山正之・加藤清隆」『月刊WiL』2016年12月号(ワック、ASIN B01LBFWRTO)
- 「トランプを浮上させた白人の怒り」『月刊WiLL』2017年1月号(ワック、ASIN B000KCI8CU)
- 「「助けず・教えず・関わらず」韓国には「非韓三原則」でいけ　髙山正之・加藤清隆」『月刊WiLL』2017年2月号(ワック、ASIN B01M28M3IC)
- 「「習近平よ、お前はクビだ！」がトランプの本音　髙山正之・加藤清隆」『月刊WiLL』2017年4月号(ワック、ASIN B01MU2PVXQ)
- 「ワイドショーの作り方、教えます　加藤清隆・末延吉正 」『月刊Hanada』2017年9月号(飛鳥新社)
- 「トランプも安倍も報道被害者　加藤清隆・ケント・ギルバート 」『月刊Hanada』2017年11月号(飛鳥新社)
- 「「自衛隊は違憲」と言わせるな 安倍首相の真意」『正論』2017年7月号(産業経済新聞社、ASIN B06ZXX954M)
- 「どうなる総選挙? 安倍首相〝決断〟の裏側」『正論』2017年11月号(産業経済新聞社、ASIN B0742ZCJMW)